# David Jervis
David John Jervis (sinh ngày 18 tháng 1 năm 1982) là một cựu cầu thủ bóng đá chuyên nghiệp người Anh thi đấu ở Football League cho Mansfield Town.